# Ngủ trưa

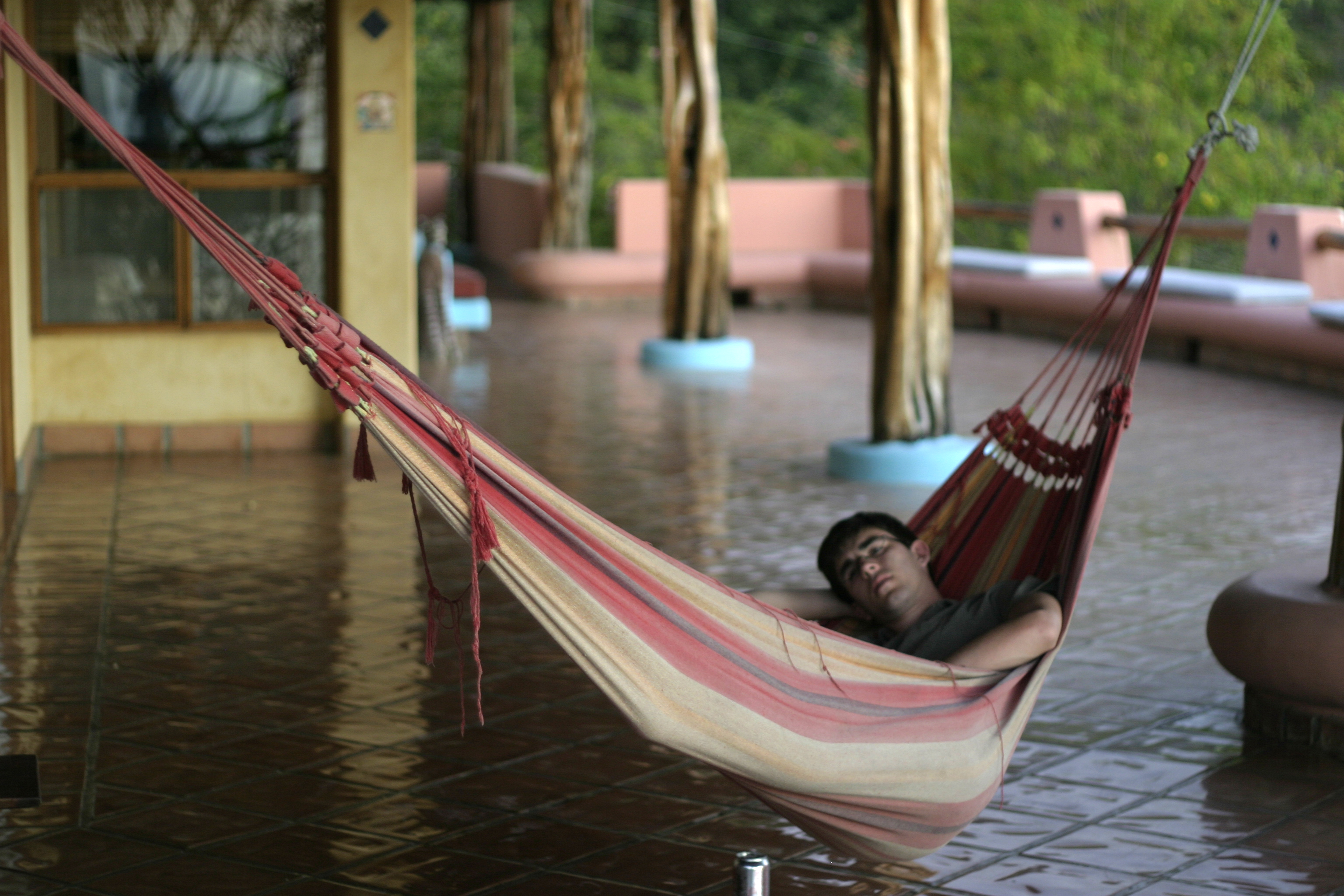
Một giấc ngủ trưa thanh bình

Một giấc ngủ trưa là một giấc ngủ ngắn vào ban ngày của con người vào giờ nghỉ trưa, thời gian khoảng buổi trưa hoặc đầu giờ chiều tùy theo trường lớp, cơ quan hoặc lịch sinh hoạt cá nhân, thường thực hiện sau bữa ăn trưa. Đây là một thói quen truyền thống ở nhiều nước, đặc biệt là các nước có khí hậu ấm áp. Ngủ trưa là một hình thức phổ biến của ngủ chợp mắt (nap). 

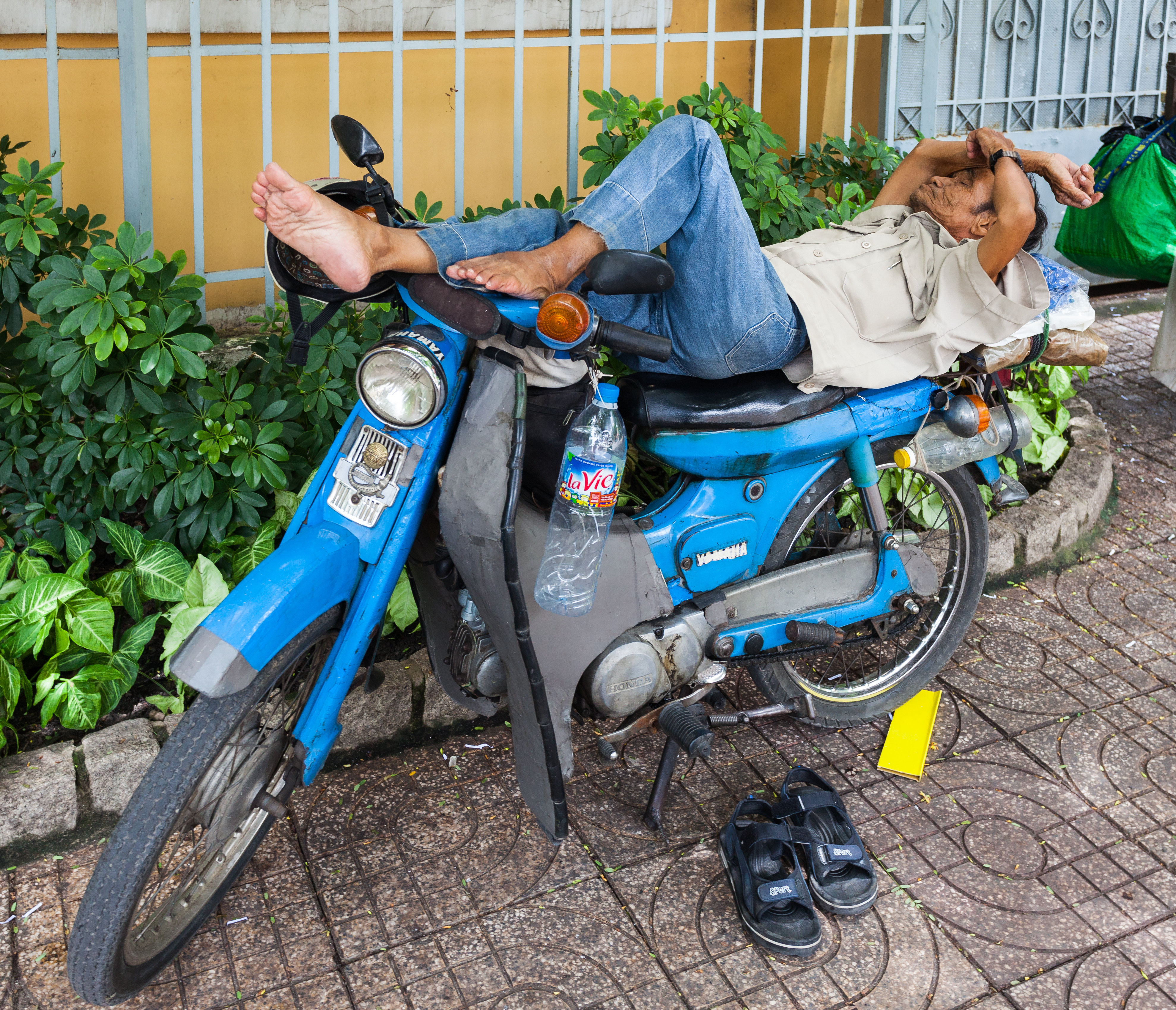
Giấc ngủ trưa của một người chạy xe ôm truyền thống ở Thành phố Hồ Chí Minh

Ở Tây Ban Nha và các nước chịu ảnh hưởng của văn hóa Tây Ban Nha (khu vực Mỹ La Tinh), giấc ngủ trưa là Siesta, một giấc ngủ ban ngày truyền thống. Tên gọi Siesta, bắt nguồn từ tiếng La-tinh hora sexta "giờ thứ 6" (kể từ lúc bình minh, do đó mang nghĩa "giấc nghỉ trưa"). Ở Ý ngủ trưa cũng rất thông dụng, giờ nghỉ trưa ở đây được gọi là riposo, thời gian này các bảo tàng, nhà thờ và cửa hàng đóng cửa để chủ nhân có thể về nhà ăn trưa và chợp mắt một lúc trong khoảng thời gian nóng nhất trong ngày. Người dân ở một số đất nước khác như Việt Nam, Trung Quốc, Ấn Độ cũng thường có thói quen ngủ trưa

## Tác dụng
Ngủ trưa có rất nhiều lợi ích như giúp giảm mệt mỏi, chống stress, cải thiện trí nhớ, tăng cường óc sáng tạo và sự tập trung, giảm các bệnh tim mạch, đặc biệt cân bằng lại hoạt động của não bộ . Đặc biệt, đối với những người do đặc thù công việc phải lao động chân tay hay trí óc nhiều về đêm. Một giấc ngủ ngắn trong ít phút sẽ giúp cho chúng ta bớt đi cảm giác buồn ngủ.
Các nghiên cứu cho thấy một giấc ngủ chợp mắt đều đặn sau khi học tập, làm việc mang lại hiệu quả rõ rệt nhất giúp con người tỉnh táo hơn . Lợi ích của giấc ngủ trưa trong việc chống lại cảm giác buồn ngủ, mệt mỏi sau bữa trưa không phụ thuộc vào thời lượng của giấc ngủ, kể cả với giấc ngủ ngắn 10 phút . Ngủ trưa giúp tăng cường sự tỉnh táo cho hoạt động buổi chiều đối với cả thanh niên và người lớn, và điều này sẽ giúp tăng hiệu suất công việc . Thói quen ngủ trưa cũng giúp trẻ em trong độ tuổi đến trường ngủ ngon hơn vào giấc ngủ đêm. Với trẻ nhỏ, việc ngủ trưa còn giúp cải thiện trí nhớ .
Trong một số nghiên cứu, giấc ngủ bù do thiếu ngủ (replacement naps) có tác động tốt với cả sức khỏe thể chất và khả năng nhận thức. Tuy nhiên, giấc ngủ đệm (prphylactic naps) chỉ có hiệu quả với việc chạy nhảy, thể chất nói chung, khả năng tập trung và phản xạ. 10 nghiên cứu cho thấy hiệu quả của giấc ngủ trưa với sức khỏe thể nhất trong thời gian ngắn, 3 nghiên cứu khác cho thấy hiệu quả trong thời gian dài và 2 nghiên cứu cho thấy hiệu quả với các kĩ năng cụ thể. Nhìn chung, giấc ngủ trưa dài hơn mang lại hiệu quả tốt hơn với sức khỏe thể chất và giúp giảm mệt mỏi rõ rệt hơn .
Đối với học sinh ở các cấp học trong nhà trường, việc ngủ ngắn khoảng 1 tiếng sau bữa trưa giúp cải thiện tốc độ phản xạ và khả năng ghi nhớ thông tin mới, nhất là khi giấc ngủ trưa có trải qua giai đoạn sóng âm chậm (slow-wave sleep) .

## Tác hại
Giấc ngủ ngắn, chợp mắt trong ngày có thể gây tác hại nếu nó trở thành một hoạt động với thời lượng dài và thường xuyên, không thể thiếu trong nhịp sống hằng ngày (essential napping). Một số các nguy cơ với sức khỏe như các bệnh rối loạn tim và mạch máu, đau tim, tiểu đường, v.v... được cho thấy có mối liên kết với việc ngủ ngày dài, thường xuyên, nhất là ở người cao tuổi. Hơn nữa, việc thường xuyên ngủ ngày nhiều cũng có thể là dấu hiệu của sự sa sút hệ thần kinh, ví dụ như chứng mất trí nhớ ở người cao tuổi, do việc suy giảm chức năng não bộ dẫn đến hiện tượng buồn ngủ . 

## Cách thức

### Thời gian
Hiện tượng buồn ngủ ban ngày xảy ra do mệt mỏi sau khi làm việc, học tập, sự thiếu ngủ tích tụ, và do nhịp sinh học ngày-đêm của con người. Mọi người thường cảm thấy buồn ngủ hơn vào giữa buổi chiều, theo nhịp thức-ngủ tự nhiên  . Vì vậy thời gian ngủ chợp phù hợp nhất là buổi trưa, đầu giờ chiều. 
Chứng khó ngủ vào buổi tối (sleep latency) được định nghĩa là khoảng thời gian để một người có thể thực sự tiến vào giấc ngủ sau khi cố gắng đi ngủ . Nghiên cứu cho thấy chứng khó ngủ vào buổi tối sẽ giảm bớt nếu như giấc ngủ chợp diễn ra trong khoảng 3-5 giờ chiều thay vì 7-9 giờ tối . 

### Thời lượng
Thông tin từ The Sleep Foundation và Harvard Health Publishing đều khuyến khích người lớn nên có giấc ngủ trưa 20-30 phút  , trong khi trẻ em và người cao tuổi cần ngủ dài hơn  . 
Giấc ngủ trưa sẽ có hiệu quả hơn nếu bạn ngủ không quá dài vào buổi chiều. Sau khi thức dậy từ giấc ngủ trưa, nhiều người có thể trải qua cảm giác mệt mỏi, mất phương hướng và khả năng làm việc học tập suy giảm trong một khoảng thời gian ngắn (khoảng 30 phút đầu) . Hiện tượng này có thể là kết quả của việc thức giấc khi đang trong giai đoạn ngủ sóng chậm (slow wave sleep) và có xu hướng kéo dài hơn ở những người ngủ chợp với thời lượng dài hơn . Nhìn chung các nghiên cứu cho thấy giấc ngủ ngắn sẽ khiến mọi người bớt cảm giác mệt mỏi khi thức dậy, ví dụ giấc ngủ 10 phút gần như không gây ra hiện tượng mệt mỏi trong khi giấc ngủ 30 phút có xu hướng tác động xấu hơn . 
Nghiên cứu cũng cho thấy lợi ích của giấc ngủ chợp phụ thuộc vào cách bắt đầu và các giai đoạn trong giấc ngủ (sleep phases) hơn là thời gian và thời lượng . Hơn nữa, theo Dinges và cộng sự, việc thiếu ngủ càng kéo dài thì hiệu quả của giấc ngủ chợp để thay thế càng giảm sút .  

### Tư thế
Tư thế ngủ cũng không bắt buộc phải nằm dài ra trên giường, ta có thể dựa lưng, ngả đầu ra phía sau để "chợp mắt". Và cách tốt nhất là thả lỏng cơ thể (chân tay không được bắt chéo), giãn đều các cơ bắp, nhắm mắt lại và thở nhịp nhàng. Trước khi ngủ, không nên ăn những thức ăn nhiều dầu mỡ, không nên ăn quá no. Không nên ăn xong là nằm xuống ngủ ngay, tốt nhất là sau khi ăn khoảng 10 phút mới đi ngủ trưa. Khi ngủ phải nằm với tư thế đầu cao chân thấp và nằm nghiêng về bên phải. Như vậy sẽ giảm bớt áp lực cho tim. Có những người khi ngủ gối đầu vào khuỷu tay, gục đầu xuống bàn, như vậy sẽ đè nén con ngươi mắt, lâu ngày sẽ ảnh hưởng đến mắt. Ngoài ra, gục đầu xuống bàn ngủ sẽ đè nén lồng ngực, ảnh hưởng đến hô hấp, đồng thời cũng ảnh hưởng đến sự tuần hoàn của máu và tác dụng dẫn truyền của hệ thần kinh, khiến cho hai bả vai và hai cánh tay bị tê, đau nhói, hoa mắt, chóng mặt.

### Các lời khuyên khác[22][16][15]
- Thiết kế không gian thoải mái cho giấc ngủ: giấc ngủ thường đến dễ dàng hơn ở nơi tối, mát mẻ và yên tĩnh. Rèm cửa, bịt mắt ngủ, nút tai, và âm nhạc nhẹ nhàng sẽ tạo điều kiện lí tưởng cho giấc ngủ.
- Thấu hiểu nhu cầu cơ thể của bạn và giữ tâm lí thoải mái: tránh cảm giác tội lỗi rằng bạn đang ngủ vào ban ngày hay lo lắng rằng mình sẽ ngủ quá sâu trong khi đáng lẽ chỉ nên chợp mắt.
- Đặt đồng hồ báo thức: ngủ với thời lượng vừa phải và thức dậy đúng giờ để tránh ảnh hưởng tiêu cực của chứng mệt mỏi sau ngủ chợp và chứng khó ngủ vào buổi đêm.